# Temachia
Temachia is een mosdiertjesgeslacht uit de familie van de Romancheinidae en de orde Cheilostomatida. De wetenschappelijke naam ervan is in 1882 voor het eerst geldig gepubliceerd door Jullien.

## Soort
- Temachia microstoma (Norman, 1864)
- Temachia opulenta Jullien, 1882